# رائول کویروگا
رائول کویروگا (انگلیسی: Raúl Quiroga؛ زادهٔ ۲۶ ژانویه ۱۹۶۲) بازیکن سابق تیم ملی والیبال آرژانتین است.
کویروگا در المپیک ۱۹۸۴ با بازی درخشان خود در انتها به همراه استیو تیمونس به عنوان باارزش ترین بازیکن مسابقات انتخاب شد. رائول در المپیک ۱۹۸۸ سئول به همراه آرژانتین به مدال برنز دست یافت.